# 51У6
51У6 « Каста-2Е1» — двокоординатна мобільна твердотільна радіолокаційна станція дециметрового діапазону. Призначена для контролю за повітряним простором, визначення координат і державної належності літаків, вертольотів, безпілотних літальних апаратів і крилатих ракет, в тому числі летять на малих і гранично малих висотах, в складних обставинах радіозавад. Розроблений ВНДІТФ, серійно вироблялася з 1989 по 2003 рік на виробничих потужностях Муромського заводу радіовимірювальних приладів.

## Особливості конструкції
РЛС складається із трьох транспортних одиниць, змонтованих на шасі автомобілів підвищеної прохідності КамАЗ-43114.
Машина № 1 являє собою кузов-фургон на шасі автомобіля КАМАЗ-43114, призначений для розміщення апаратури та допоміжного обладнання РЛС. Буксирує одновісний причіп резервним дизель-електричним агрегатом АД-30.
Машина № 2 є мобільним антенно-щогловим пристроєм, що швидко розгортається, виконаним на шасі автомобіля КАМАЗ-43114, і забезпечує оперативний підйом і обертання антенної системи. Також, на машині № 2 розміщено дизель-електричний агрегат живлення АД-30.
РЛС «Каста-2Е1» зберігає працездатність в інтервалі температур від -50 °C до +50 °C в умовах атмосферних опадів, вітрових навантажень до 25 м/с та розташування РЛС на висоті до 2000 м над рівнем моря. Станція радіолокації здатна безперервно протягом 20 діб.

### Відмінні риси станції
- блочно-модульна побудова
- передача даних у аналоговому режимі
- твердотільна конструкція
- додаткова антенно-щогла
- високу якість передачі навіть при постановці активних перешкод
- можливість захисту та сполучення із засобами захисту від протирадіолокаційних ракет
- можливість визначення державної власності виявлених цілей
- автоматична система контролю та діагностики[5]

## Основні характеристики
- Точність вимірювання координат:

- за дальністю — 300 м
- по азимуту — 70 кутових хвилин

- напрацювання на відмову — 300 год
- максимальна швидкість руху — 60 км/год
- зона огляду за дальністю — 5-150 км
- зона огляду за висотою — до 6 км
- зона огляду за азимутом — 360 град.
- коефіцієнт придушення відбиття від місцевих предметів — 53 Дб
- максимальна дальність виявлення мети за відсутності перешкод — 140 км[4]

## Застосування

### Російсько-українська війна
Докладніше: Російсько-українська війна (з 2014)
У вересні 2021 р. стало відомо що у Донецькій області, поблизу н. п. Розівка за допомогою безпілотника ОБСЄ зафіксував російську радіолокаційну станцію 51У6 «Каста-2Е1».